# Манастир Петковица (Фрушка гора)
Манастир Петковица је женски манастир припада Епархији сремској Српске православне цркве и представља непокретно културно добро као споменик културе од изузетног значаја.
Налази се на југозападном делу Фрушке горе између села Дивоша и Шишатовца. Манастирска црква је посвећена св. Петки. Манастиру се прилази од стране Шишатовца.
Старешина манастира је игуманија мати Антонина (Симић), са сестринством на челу од 7. јуна 2001. године.

## Прошлост манастира
По предању манастир је основала удовица Стефана Штиљановића, деспотица Јелена у првој четвртини 16. века. Сачуван је запис из 1772. године, по којем је једно писано јеванђеље приложено манастиру 1552. године. Први поуздани подаци потичу из 1566-1567. године, а реч је о откупу манастира, чији је износ одређен на 12.000 акчи. Манастирски храм је био посвећен Св. Петки или Преподобној мајки Параскеви. Црква је до данас задржала првобитни изглед, једино је дрвени звоник у другој половини 18. века замењен зиданим. Црква је украшена фрескама које су сликане 1588. године, трудом игумана Акакија. Из описа манастир током визитације из 1753. године, види се да је црква и трпезарија сазидана у време поменутог игумана.
Манастир је за време Турака запустео и пропао. Године 1650, митровачки Синан-бег је намеравао да до темеља поруши запустеле манастире Кувеждин и Петковицу, и да материјал од њих искористи за неку градњу у Митровици. То је чуо Митрополит Београдски и Сремски Пајсије и поручио игуману шишатовачком Кирилу, да то братство откупи од Турчина запустеле манастире, спаси их од разарања тако што ће сваке године плаћати 100 гроша Синан-бегу. Када су пристали калуђери, митрополит је успешно посредовао и узео од бега "писмо" као гаранцију.
Манастир је обновљен по предлогу патријарха Арсенија Чарнојевића, који је он дао игуману манастира Кувеждина, Јевсевију. Главни терет радова поднели су пребегли калуђери из манастира Жиче. Опат Бонини је 1702. године приметио да је црква грађена од камена. Часна трпеза је постављена и освећена до 1706. године. Ту првобитно није било монаха; долазио је по један јеромонах из манастира Шишатовца да чинодејствује. Претпоставља се да је Петковица одувек била метох Шишатовца. Већ 1734. године у манастиру живи игуман Прокопије са шест монаха. Године 1741. сјединили су се Петковица и Шишатовац у један. У Шишатовцу је био заједнички игуман, а двојица шишатовачких калуђера је по две године привремено живело и одржавало Петковицу. Тако је било до 1856. године. По опису из 1753. године манастирска црква и трпезарија су били трошни, будући да су грађени од плетера са блатом облепљеним.
Иконостас са 26 икона је подигнут 1735. године, а страдао је у Другом светском рату. Само је сачуван резбарени крст (са иконостаса) и две иконе, који су пренети у Музеј Срема. Фреско живопис је рађен у 16 веку и то темпером, па је слабо сачуван. Манастир је почетком 20. века био потпуно сиромашан, напуштен; конаци су срушени 1908. године и бунар затрпан. Темељнија обнова манастира била је 1927. године
Манастир данас чини црква и новоизграђени конак. Храм је обновљен и чишћен је иконопис 1950-1952. године, а конзерваторски радови настављени 1981. године. Војска је до 2003. године у манастир довела струју, избушила бунар, изградила пут до манастира и ископала језеро - рибњак. Манастир је почела да обнавља монахиња Антонина (Симић); ту је 2001. године затекла само један извор. Касније је у Петковицу дошла да буде искушеница и њена рођена мајка Меланија; биолошка кћерка је тако постала духовна мајка, свој биолошкој мајци.